# Ramón Marsal
Ramón Marsal Ribó (ur. 12 grudnia 1934 w Madrycie, zm. 22 stycznia 2007 tamże) – hiszpański piłkarz, występujący w barwach Realu Madryt, z którym zdobył trzykrotnie Puchar Europy i tytuł mistrza Hiszpanii, w latach 50. XX wieku. Karierę zakończył, po ciężkiej kontuzji kolana, w wieku zaledwie 26 lat.